# Teoria dos modelos relacionais
A teoria dos modelos relacionais (RMT em inglês) é uma teoria das relações interpessoais, de autoria do antropólogo norte americano Alan Fiske e inicialmente desenvolvida a partir de seu trabalho de campo em Burkina Faso. A RMT propõe que todas as interações humanas podem ser descritas em termos de apenas quatro "modelos relacionais", ou formas elementares de relações humanas: compartilhamento comunal, classificação de autoridade, correspondência de igualdade e preços de mercado (a estes são adicionados os casos limites de interações associais e nulas, em que as pessoas não se coordenam com referência a nenhum princípio compartilhado).
O RMT influenciou a teoria dos fundamentos morais do psicólogo Jonathan Haidt e a teoria do discurso indireto de Steven Pinker.

## A teoria
Proposto pela primeira vez na dissertação de doutorado de Fiske em 1985, a teoria dos modelos relacionais propõe quatro modelos relacionais que são considerados inatos, intrinsecamente motivados e culturalmente universais (embora com implementações específicas da cultura).

### Os quatro modelos relacionais
Os quatro modelos relacionais são os seguintes:
- Os relacionamentos de compartilhamento comunitário (CC) são a forma mais básica de relacionamento, onde alguns grupos limitados de pessoas são concebidos como equivalentes, indiferenciados e intercambiáveis, de modo que identidades individuais distintas são desconsideradas e pontos em comum são enfatizados, com relações íntimas e de parentesco sendo exemplos prototípicos de relacionamento CC .[2] Indicadores comuns de relacionamentos CC incluem marcas ou modificações corporais, movimento síncrono, rituais, compartilhamento de comida ou intimidade física.[4][7]
- Os relacionamentos de classificação de autoridade (CA) descrevem relacionamentos assimétricos em que as pessoas são ordenadas linearmente ao longo de alguma dimensão social hierárquica. A principal característica de um relacionamento CA é se uma pessoa está acima ou abaixo da outra pessoa. Os mais altos possuem maior autoridade, prestígio e privilégios, enquanto os subordinados têm direito a orientação e proteção. As fileiras militares são um exemplo prototípico de um relacionamento CA.[2]
- Os relacionamentos de correspondência de igualdade (CI) são aqueles caracterizados por várias formas de correspondência um-para-um, como troca de turnos, reciprocidade em espécie, retaliação olho-por-olho ou vingança olho-por-olho. As partes em relacionamentos CI estão principalmente preocupadas em garantir que o relacionamento esteja em um estado equilibrado. Os conhecidos não íntimos são um exemplo prototípico desse tipo de relacionamento.[2]
- As relações de preços de mercado (PM) giram em torno de um modelo de proporcionalidade em que as pessoas atendem a proporções e taxas e recursos relevantes são normalmente reduzidos a um único valor ou métrica de utilidade que permite a comparação (por exemplo, o preço de uma venda). As transações monetárias são um exemplo prototípico de relacionamentos PM.[2]

## Influência
As duas publicações originais sobre teoria de modelos relacionais receberam mais de 5.000 citações combinadas.

### Em outras áreas
O modelo tem sido influente no desenvolvimento da teoria do discurso indireto de Steven Pinker, e estudos da psicologia do senso comum de grupos. Além disso, o RMT também foi usado para ajudar a explicar a emoção social positiva de "Kama Muta", normalmente descrita como a experiência de "ser comovido" (também relacionada à elevação da emoção e ao conceito de preocupação empática). De acordo com essa visão, o "Kama Muta" é desencadeado ao testemunhar a intensificação repentina de um relacionamento de compartilhamento comunal.